# 切尔茜·古贝卡
切尔茜·古贝卡（英語：Chelsea Gubecka，1998年9月8日—），澳大利亚女子游泳运动员，2014年泛太平洋游泳锦标赛女子10公里公开水域游泳银牌得主、2023年世界游泳锦标赛女子10公里公开水域游泳银牌得主。